# 茨城県道186号荒井行方線

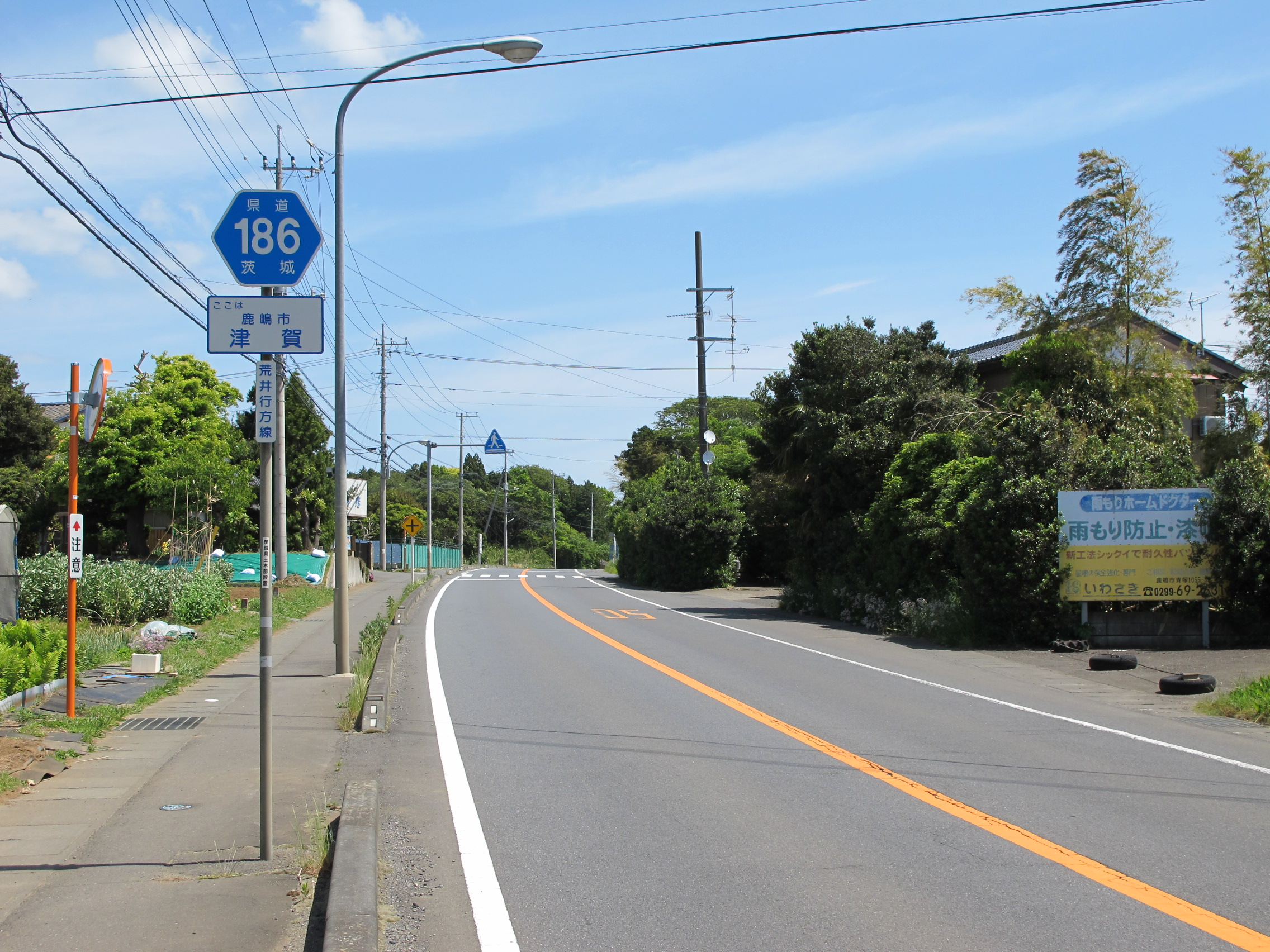
茨城県道186号荒井行方線
鹿嶋市津賀（2013年5月）

茨城県道186号荒井行方線（いばらきけんどう186ごう あらいなめがたせん）は、茨城県鹿嶋市大字荒井から行方市麻生に至る一般県道である。

## 概要
鹿嶋市荒井（国道51号）から西に向かい北浦の中央部に架かる北浦大橋を渡り、行方市麻生（主要地方道水戸鉾田佐原線）に至る約13キロメートル (km) の路線。茨城県鹿行地区の太平洋側と霞ヶ浦側を東西に横断する路線の一つ。

### 路線データ
- 起点：茨城県鹿嶋市大字荒井（国道51号交点）[1]
- 終点：茨城県行方市麻生（茨城県道2号水戸鉾田佐原線交点）[1]
- 総延長：13.137 km[2]
- 重用延長：0.530 km[2]
- 未供用延長：なし[2]
- 実延長：12.607 km[2]
- 自動車交通不能区間延長[注釈 1]：なし[2]
- 幅員
  - 鹿嶋市荒井 - 津賀：10.0m（車道7.5m/2車線）[3]

## 歴史
1959年（昭和34年）10月14日、新たな県道として鹿島郡大野村大字荒井を起点とし、行方郡麻生町を終点とする区間を本路線とする県道荒井麻生線として茨城県が県道路線認定した。
1995年（平成7年）に整理番号186となり、2006年（平成18年）に平成の大合併により麻生町が合併消滅して行方市に改称していたことから県道荒井行方線に路線名を改称している。

### 年表
- 1959年（昭和34年）10月14日
  - 県道荒井麻生線（図面対照番号193）として路線認定[4]。
  - 道路の区域は、鹿島郡大野村大字荒井の二級国道千葉水戸線（現、国道51号）分岐から行方郡麻生町大字麻生の主要地方道水戸鉾田佐原線交点までと決定された[1]。
- 1964年（昭和39年）7月3日：車両制限令第5条1項[注釈 2]に基づく指定区間を変更（路線対象番号193 荒井麻生線：鉾田鹿島線分岐点 - 水戸鉾田佐原線交点→国道51号線分岐点 - 水戸鉾田佐原線交点）[5]。
- 1967年（昭和42年）6月29日：鹿島郡大野村大字荒井の狭隘路（最小幅員4.0 m、延長320 m）を拡幅改良[6]。
- 1970年（昭和45年）6月29日：鹿島郡大野村大字武井地内の狭隘区間（最小幅員4.0 m、延べ165 m）を道路改良、供用開始[7]。
- 1976年（昭和51年）10月25日：鹿島郡大野村大字津賀地内（県道茨城鹿島線 - 北浦湖岸）の狭隘路（371 m）を拡幅改良供用開始[8]。
- 1978年（昭和53年）9月28日：行方郡麻生町大字根古屋、大字宇崎に待避所を3ケ所設置[9]。
- 1982年（昭和57年）12月20日：北浦大橋整備工事による、鹿島郡大野村大字武井 - 行方郡麻生町大字宇崎の道路区域（2.736 km）を指定[10]。
- 1995年（平成7年）
  - 2月22日：大野村大字津賀 - 麻生町大字根小屋の北浦大橋バイパス（約4.1 km）が開通[11]。
  - 3月30日：整理番号250から現在の番号（整理番号186）に変更される[12]。
- 2002年（平成14年）1月15日：北浦大橋バイパス開通を受けて、行方郡麻生町白浜 - 同町根小屋の旧道（延長約3 km）が指定解除され麻生町道へ降格[13]。
- 2005年（平成17年）3月25日：鹿嶋市大字津賀地内のバイパス道（延長約1.7 km）が開通する[14]。
- 2006年（平成18年）4月1日：現路線名の荒井行方線に名称変更[15]。
- 2007年（平成19年）10月18日：鹿嶋市大字津賀地内（北浦湖畔）の旧道（520 m）が指定解除され鹿嶋市道へ降格[16]。
- 2008年（平成20年）
  - 3月10日：鹿嶋市大字荒井地内（国道51号・市役所出張所入口交差点 - ）の現道（999 m）を道路改良する道路区域決定[17]。
  - 3月27日：鹿嶋市大字津賀 - 同市大字武井（茨城県道18号茨城鹿島線・額賀交差点）の旧道区間（797 m）が指定解除され鹿嶋市道へ降格[18]。
- 2011年（平成23年）3月31日：鹿嶋市大字津賀地内の大野湖畔ニュータウンわき旧道区間（852 m）が指定解除され鹿嶋市道へ降格[19]。

## 路線状況
平成以降の道路改良により大部分は対向2車線（片側1車線）の道路であるが、起点の鹿嶋市荒井地区は狭隘かつ急坂で制限速度30km/hの区間があり、この区間の歩道設置を含めた道路改良工事が進められている。また、行方市矢幡から終点の同市麻生までの区間は、曲がりくねった道路が続き、一部2車線へ道路改良されている箇所を除き、区間のほとんどが1.5車線の道路である。
道路法の規定に基づき、鹿嶋市荒井（出張所入口交差点） - 行方市根小屋（一般県道繁昌潮来線交差）間は、緊急輸送道路として機能を維持するため、災害発生時の被害拡大防止を目的に道路用地内に電柱を建てることが制限されている。
また下記区間は、車両制限令の規定に基づき、最大重量限度25トンの道路に指定されている。
- 鹿嶋市大字津賀（北浦大橋東詰） - 行方市根小屋（県道185号交点）（2008年4月1日指定）[22]。

### 道路施設
- 荒井跨線橋（鹿島臨海鉄道大洗鹿島線、鹿嶋市荒井）
- 北浦大橋（北浦、鹿嶋市-行方市）

## 地理

### 通過する自治体
- 茨城県
  - 鹿嶋市 - 行方市

### 交差する道路
- 国道51号（鹿嶋市荒井：起点・鹿嶋市役所大野出張所入口交差点）
- 茨城県道242号鉾田鹿嶋線（鹿嶋市和：荒井交差点）
- 茨城県道18号茨城鹿島線（鹿嶋市津賀）
- 茨城県道185号繁昌潮来線（行方市根小屋）
- 茨城県道187号矢幡潮来線（行方市矢幡）
- 茨城県道50号水戸神栖線（行方市茂木 石神交差点）
- 茨城県道2号水戸鉾田佐原線（行方市麻生・終点）

### 沿線
- ナフコ北鹿嶋店（鹿嶋市大字和）
- 鹿嶋市立大野中学校（鹿嶋市大字津賀）
- 水戸信用金庫大野支店（鹿嶋市大字和）
- 鹿嶋市役所大野出張所（鹿嶋市大字津賀）
- 白浜少年自然の家（行方市白浜）
- なめがたファーマーズヴィレッジ（行方市宇崎）
- 熊野神社（行方市石神）